# Hypaurotis crysalus
Hypaurotis crysalus är en fjärilsart som beskrevs av Edwards 1873. Hypaurotis crysalus ingår i släktet Hypaurotis och familjen juvelvingar. Inga underarter finns listade i Catalogue of Life.

## Bildgalleri

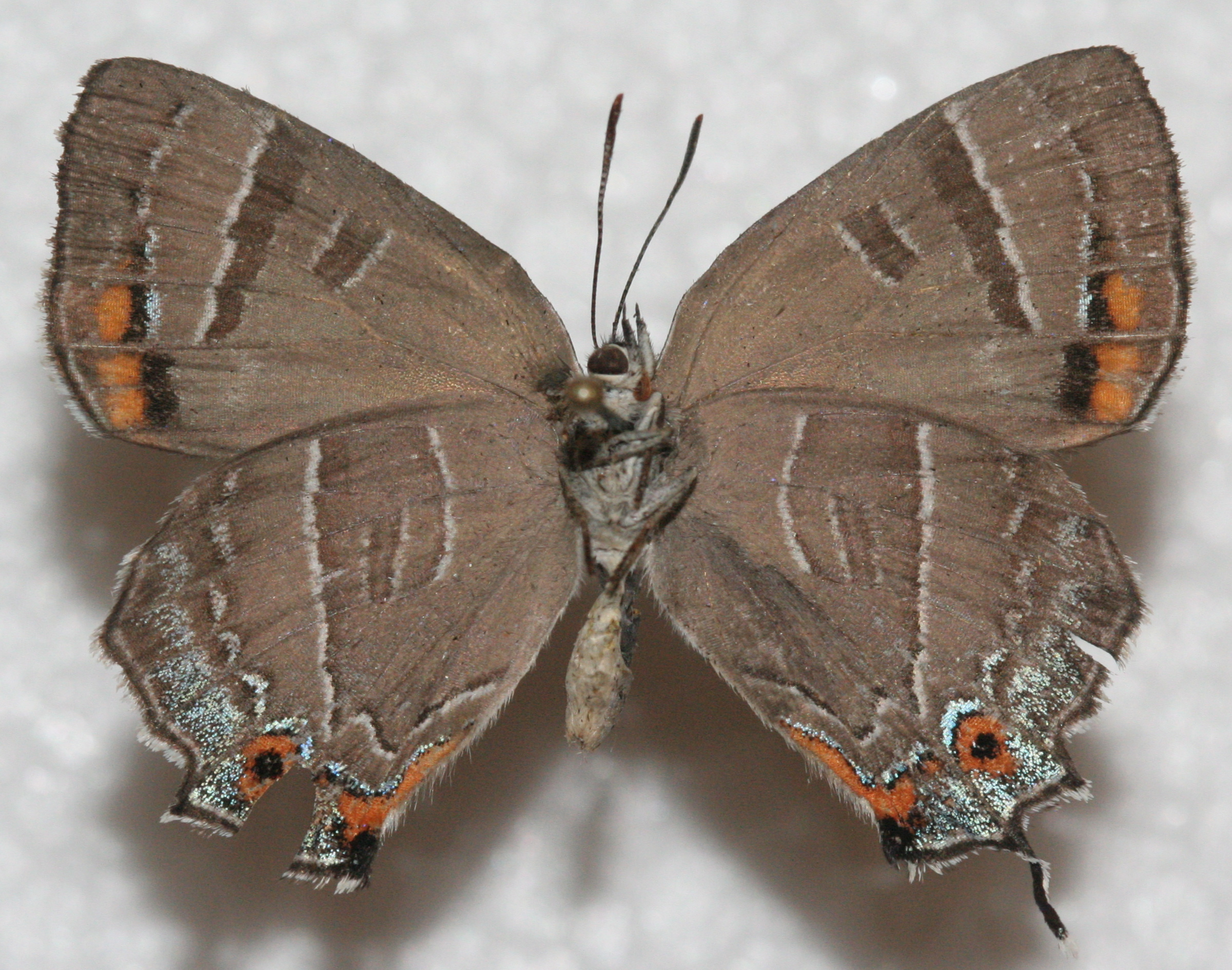
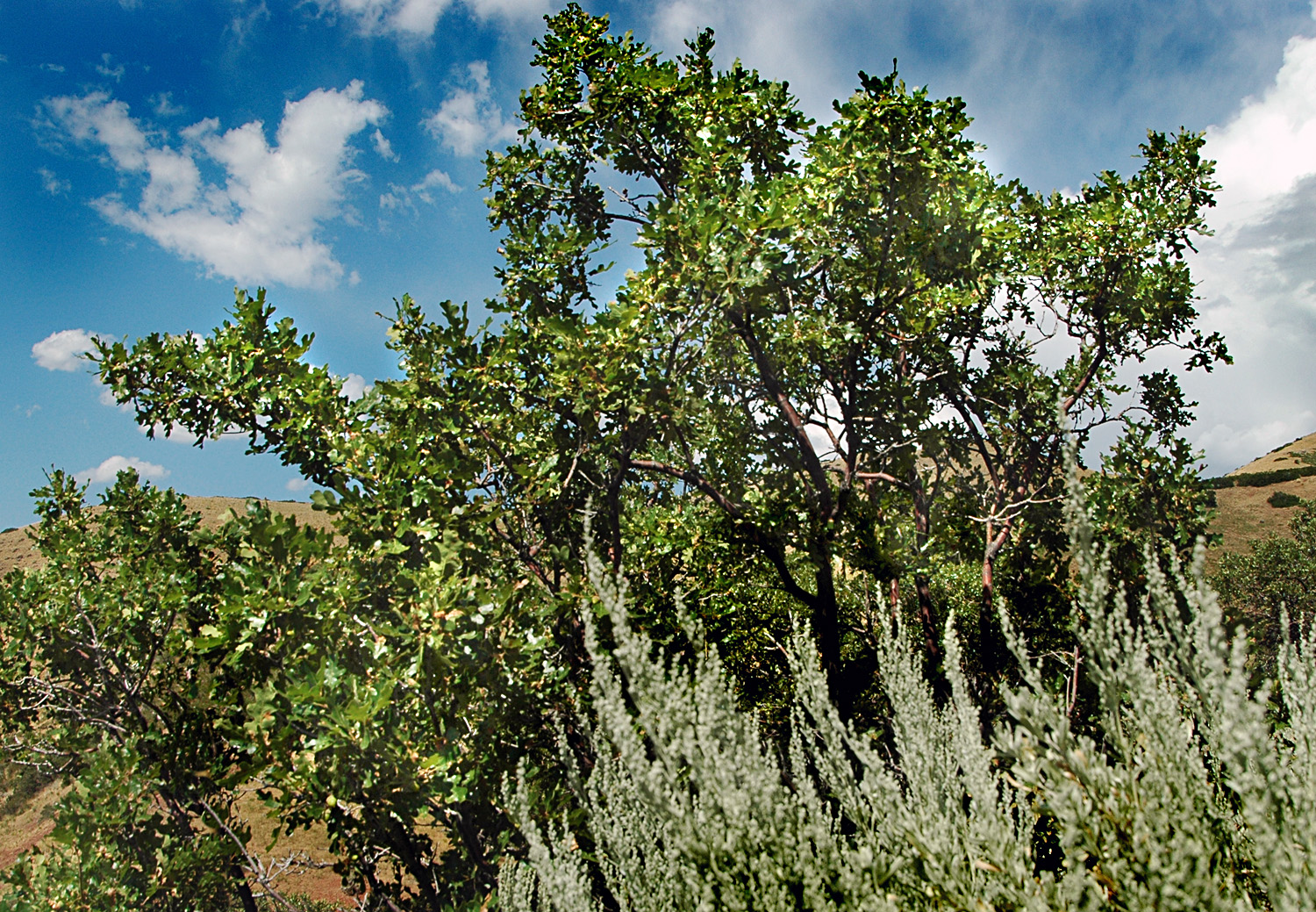